# 1948 dans le catholicisme
Chronologie du catholicisme
- 1944
- 1945
- 1946
- 1947
- 1948
- 1949
- 1950
- 1951
- 1952

Cet article présente les faits marquants de l'année 1948 dans le catholicisme.

## Évènements
- 4 avril : béatification de Pierre Romançon.

## Naissances
- 5 janvier : František Václav Lobkowicz, prélat tchèque, évêque d'Ostrava-Opava (de) († 17 février 2022)
- 7 janvier : Jan de Groef (de), prélat belge, évêque de Bethlehem (en)
- 3 février : Carlos Filipe Ximenes Belo, prélat timorais, administrateur apostolique de Dili, prix Nobel de la paix, accusé d'abus sexuels
- 6 février : 
  - Ladislav Hučko, prélat tchèque, exarque apostolique de l'Église grecque-catholique tchèque († 14 janvier 2025)
  - Adolfo Tito Yllana, prélat philippin, diplomate du Saint-Siège et archevêque titulaire de Montecorvino (de)
- 8 février : Jan Góra, prêtre dominicain et auteur polonais († 21 décembre 2015)
- 20 février : Daniel Duigou, prêtre et journaliste français
- 24 février : Gilles Lemay, prélat canadien, évêque d'Amos
- 5 mars : Gérard Chabanon, prêtre français, supérieur général des Pères blancs
- 19 mars : Andrew Burnham, évêque anglican britannique devenu prêtre catholique
- 28 mars : Leo Maasburg, prêtre autrichien, directeur des Œuvres pontificales missionnaires autrichiennes
- 1er avril : Thomas Joseph Tobin, prélat américain, évêque de Providence, précédemment évêque auxiliaire de Pittsburgh et évêque titulaire de Novica (de) puis évêque de Youngstown
- 13 avril : Guy Harpigny, prélat belge, évêque de Tournai
- 23 avril : Ilario Antoniazzi, prélat italien, missionnaire, archevêque de Tunis
- 27 avril : Der Raphaël Dabiré Kusiélé, prélat burkinabé, évêque de Diébougou (de)
- 3 mai : Paul Ouédraogo, prélat burkinabé, archevêque de Bobo-Dioulasso
- 5 mai : John Atcherley Dew, cardinal néo-zélandais, archevêque de Wellington
- 9 mai : Miguel Angel Olaverri Arroniz, prélat et missionnaire espagnol, premier archevêque de Pointe-Noire
- 13 mai : 
  - José Antônio Aparecido Tosi Marques, prélat brésilien, archevêque de Fortaleza
  - Justin Gnanapragasam (en), prélat sri-lankais, évêque de Jaffna (en)
- 24 mai : Christian Nourrichard, prélat français, évêque d’Évreux
- 29 mai : Jean Legrez, prélat français, archevêque d'Albi
- 2 juin : Giovanni Angelo Becciu, cardinal italien de la Curie condamné pour malversations financières, précédemment diplomate du Saint-Siège et archevêque titulaire de Rusellae (de)
- 8 juin : 
  - Felipe Bacarreza Rodríguez, prélat chilien, évêque de Los Ángeles
  - Hans-Josef Becker, prélat allemand, archevêque de Paderborn
- 9 juin : Francescantonio Nolè, prélat italien, archevêque de Cosenza-Bisignano († 15 septembre 2022)
- 10 juin : Hubert Herbreteau, prélat français, évêque d'Agen
- 15 juin : Pierre Warin, prélat belge, évêque de Namur
- 16 juin : Wilhelm Zimmermann, prélat allemand, évêque auxiliaire d'Essen et évêque titulaire de Benda (de)
- 17 juin : Richard Joseph Gagnon, prélat canadien, archevêque de Winnipeg
- 19 juin : Luigi Bonazzi, prélat italien, diplomate du Saint-Siège et archevêque titulaire d'Atella (de)
- 21 juin : Dennis Schnurr, prélat américain, archevêque de Cincinnati
- 27 juin : Bruno Musarò, prélat italien, diplomate du Saint-Siège et archevêque titulaire d'Abari
- 29 juin : Pedro Opeka, prêtre lazariste, humanitaire et missionnaire argentin à Madagascar
- 30 juin : Raymond Burke, cardinal américain de la Curie
- 4 juillet : Louis Raphaël Ier Sako, cardinal irakien, patriarche de l'Église catholique chaldéenne
- 5 juillet : Miguel Cabrejos Vidarte, prélat franciscain péruvien, archevêque de Trujillo
- 11 juillet : Juan de la Caridad García Rodríguez, cardinal cubain, archevêque de La Havane
- 14 juillet : Berhaneyesus Demerew Souraphiel, cardinal éthiopien, primat de l'Église catholique éthiopienne
- 15 juillet : Józef Wesołowski, prélat polonais, diplomate du Saint-Siège et archevêque titulaire de Sléibhte, renvoyé de l'état clérical pour pédophilie († 27 août 2015)
- 16 juillet : Manuel do Nascimento Clemente, cardinal portugais, patriarche de Lisbonne
- 20 juillet : Maroun Lahham, prélat jordanien, auxiliaire et vicaire du patriarcat latin de Jérusalem et évêque titulaire de Medaba (de)
- 26 juillet : Joseph Bonnemain, prélat suisse, évêque de Coire
- 3 août : Stanislas Lalanne, prélat français, évêque de Pontoise
- 7 août : 
  - Christian-Philippe Chanut, prêtre et historien français, aumônier de la maison de Bourbon († 17 août 2013)
  - Wolfgang Haas, prélat liechtensteinois, archevêque de Vaduz
- 11 août : Vincenzo Pelvi, prélat italien, archevêque de Foggia-Bovino
- 19 août : Giuseppe Petrocchi, cardinal italien, archevêque de L'Aquila
- 29 août : 
  - Jan Graubner, prélat tchèque, archevêque de Prague
  - António Francisco dos Santos, prélat portugais, évêque de Porto († 11 septembre 2017)
- 1er septembre : Bernard Ardura, prêtre, enseignant, philosophe et théologien français
- 1er octobre : Nikolaus Schwerdtfeger, prélat allemand, évêque auxiliaire de Hildesheim et évêque titulaire de Fussala (de)
- 11 octobre : Peter Turkson, cardinal ghanéen de la Curie
- 19 octobre : Robert Poinard, prêtre et aumônier militaire français
- 21 octobre : Allen Henry Vigneron, prélat américain, archevêque de Détroit
- 29 octobre : Charles Maung Bo, cardinal birman, archevêque de Rangoun
- 4 novembre : François-Xavier Dumortier, prêtre jésuite français, recteur de l'Université pontificale grégorienne
- 12 novembre : Arturo Sosa, prêtre jésuite vénézuélien, supérieur général de la Compagnie de Jésus
- 17 novembre : Eliseo Antonio Ariotti, prélat italien, diplomate du Saint-Siège et archevêque titulaire de Vibiana (de)
- 18 novembre : Alain Planet, prélat français, évêque de Carcassonne-Narbonne
- 20 novembre : John Gordon MacWilliam, prélat britannique, évêque de Laghouat
- 2 décembre : Gebhard Fürst, prélat allemand, évêque de Rottenburg-Stuttgart
- 15 décembre : Ambroise Ouédraogo, prélat burkinabè, évêque de Maradi
- Date précise inconnue : Jean-Michel Girard, abbé suisse, prévôt de la congrégation du Grand-Saint-Bernard

## Décès
- 7 janvier : Jean-Baptiste Chabot, prêtre et orientaliste français (° 16 février 1860)
- 9 janvier : Joseph Tissier, prélat français, évêque de Châlons (° 14 août 1857)
- 24 janvier : Bienheureux Timoteo Giaccardo, prêtre italien (° 13 juin 1896)
- 14 février : Conrad Gröber, prélat allemand, archevêque de Fribourg-en-Brisgau (° 1er avril 1872)
- 16 février : Gennaro Granito Pignatelli di Belmonte, cardinal italien de la Curie, précédemment diplomate du Saint-Siège et archevêque titulaire d'Édesse-en-Osroène (° 10 avril 1851)
- 24 février : Franz Stock, prêtre allemand, aumônier de prison (° 21 septembre 1904)
- 14 mars : Bienheureuse Marie-Joséphine de Jésus crucifié, religieuse carmélite italienne (° 18 février 1894)
- 15 mars : Bienheureux Jean-Adalbert Balicki, prêtre et enseignant polonais (° 25 janvier 1869)
- 27 mars : François Uzureau, prêtre et historien français (° 31 octobre 1866)
- 28 mars : Antonio Anastasio Rossi, prélat italien, dernier patriarche latin titulaire de Constantinople (° 18 juillet 1864)
- 28 mars : Odon Casel, moine bénédictin et théologien allemand (° 27 septembre 1886)
- 10 avril : Bienheureux Pedro María Ramírez Ramos, prêtre et martyr colombien (° 23 octobre 1899)
- 2 mai : Étienne Fourcadier, prélat jésuite et missionnaire français, vicaire apostolique de Tananarive et évêque titulaire d'Hippo Diarrhytus (de) (28 avril 1867)
- 5 mai : Constant Blaquière, prêtre, historien et poète français (° 18 octobre 1864)
- 15 mai : Edward J. Flanagan, prêtre et pédagogue américain (° 13 juillet 1886)
- 27 mai : Irénée-Rambert Faure, prélat français, évêque de Saint-Claude (° 11 décembre 1872)
- 1er juillet : Bienheureuse Assunta Marchetti, religieuse et missionnaire italienne au Brésil, cofondatrice des Sœurs missionnaires de saint Charles Borromée (° 26 mars 1871)
- 21 juillet : Jacques de Balduina, prêtre capucin et vénérable italien (° 2 août 1900)
- 29 juillet : Bienheureux Alexandre Sirdani, prêtre jésuite, intellectuel et martyr albanais (° 20 novembre 1892)
- 30 juillet : Étienne Carton de Wiart, prélat belge, évêque de Tournai (° 27 septembre 1898)
- 4 août : Enrico Sibilia, cardinal italien, diplomate du Saint-Siège et archevêque titulaire de Sidé (de) (° 17 mars 1861)
- 10 septembre : Auguste Haouisée, prélat et missionnaire français, premier évêque de Shanghai (° 1er octobre 1877)
- 16 septembre : Manuel Arce y Ochotorena, cardinal espagnol, archevêque de Tolède (° 18 août 1879)
- 17 septembre : Raffaele Carlo Rossi, cardinal italien de la Curie, serviteur de Dieu, précédemment archevêque titulaire de Thessalonique (de) (° 28 octobre 1876)
- 12 octobre : Ernest Hauger, prélat et missionnaire français, vicaire apostolique de la Côte d'Or et évêque titulaire de Clazomènes (de) (° 5 octobre 1873)
- 22 octobre : August Hlond, cardinal et vénérable polonais, archevêque de Gniezno et de Varsovie (° 5 juillet 1881)
- 20 décembre : Jacques-Victor-Marius Rouchouse, prélat et missionnaire français, premier évêque de Chengdu (° 6 juin 1870)